# Edmund Pettus
Edmund Winston Pettus (6 de julio de 1821 – 27 de julio de 1907) fue un abogado, soldado y legislador estadounidense. Sirvió como General Confederado en la Guerra de Secesión, durante la cual fue capturado en tres ocasiones. Después de ésta, ocupó los cargos de Gran Dragón del Ku Klux Klan de Alabama y de Senador de los EE. UU.
El Puente Edmund Pettus, que cruza el Río Alabama en Selma (Alabama), recibió su nombre en honor a él, irónicamente y posteriormente fue un monumento del movimiento de los derechos civiles en los EE. UU. para los ciudadanos afroamericanos.

## Inicios de su vida y de su carrera
Edmund W. Pettus nació en 1821 en Limestone County, Alabama. Fue el hijo más joven de John Pettus y de Alice Taylor Winston, hermano de John J. Pettus, y primo lejano de Jefferson Davis. Pettus se educó en escuelas públicas locales, para graduarse más tarde en el Clinton College situado en Smith County, Tennessee.
Después Pettus estudió Derecho en Tuscumbia, Alabama, de William Cooper y fue admitido en el colegio de abogados del estado en 1842. Poco después se estableció en Gainesville y comenzó a ejercer como abogado. El 27 de junio de 1844, Pettus contrajo matrimonio con Mary L. Chapman, con quien tendría tres hijos. También ese año fue elegido representante por el séptimo Circuito Judicial de Alabama.
Durante la Intervención estadounidense en México en 1847–49, Pettus sirvió como teniente en los Voluntarios de Alabama, y tras las hostilidades se trasladó a California, donde participó en acciones de violencia paramilitar contra el Yukis y otros indios americanos.
Hacia 1853 retornó a Alabama, sirviendo de nuevo en el séptimo como representante. Fue designado juez en el mismo circuito en 1855 hasta su dimisión en 1858. Pettus se trasladó entonces a la ahora desaparecida población de Cahaba en el condado de Dallas, Alabama, donde retomó la ocupación de abogado.

## Servicio durante la guerra de Secesión de los Estados Unidos
En 1861, Pettus, un defensor entusiasta de la causa confederada y de la esclavitud, fue delegado del Partido Democrático en la convención por la secesión en Misisipi, donde su hermano John servía como gobernador. Pettus colaboró en la organización del 20.º regimiento de infantería de Alabama, y fue elegido como uno de sus primeros oficiales. El 9 de septiembre fue nombrado Comandante del regimiento, y el 8 de octubre se convirtió en su teniente coronel.
Pettus sirvió en el teatro de operaciones occidental de la Guerra de Secesión. Durante la Batalla del río Stones, fue capturado por soldados de la Unión el 29 de diciembre de 1862 y poco tiempo después fue intercambiado por soldados unionistas. Pettus fue capturado de nuevo el 1 de mayo de 1863 mientras era parte de la guarnición que se rindió cuando defendía Port Gibson en Misisipi. Aunque se las arregló para escapar y retornar a sus propias líneas. Pettus fue ascendido a Coronel el 28 de mayo y se le otorgó el mando del 20.º regimiento de Alabama.

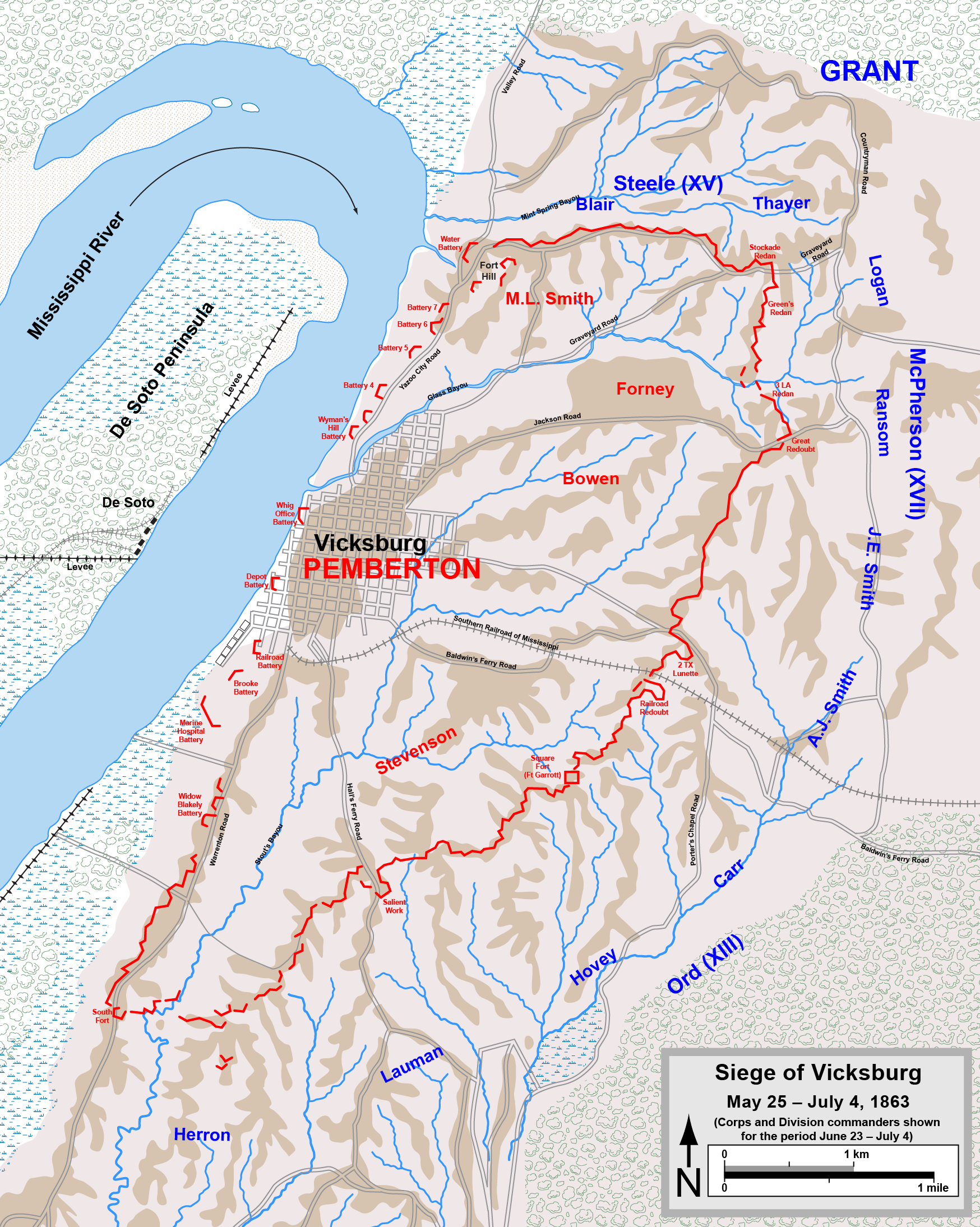
Asedio de Vicksburg; Posiciones 23 de junio–4 de julio de 1863

Durante la campaña de Vicksburg de 1863, Pettus y su regimiento fueron parte de la fuerza que defendía el control confederado del río Misisipi. Cuando se rindió la guarnición el 4 de julio, Pettus fue hecho prisionero una vez más hasta su canje el 12 de septiembre. Seis días después fue ascendido al empleo de brigadier general, y el 3 de noviembre le fue otorgado el mando de una brigada en el Ejército de Tennessee. Pettus y su brigada participaron en la campaña de Chattanooga, acuartelada en el extremo sur de la falda del Missionary Ridge el 24 de noviembre, y luchó durante la acción del día siguiente.
Pettus y sus fuerzas tomaron parte en la campaña de Atlanta de 1864, luchando en las batallas de Kennesaw Mountain el 27 de junio, de Atlanta el 22 de julio y de Jonesborough del 31 de agosto al 1 septiembre. Desde el 17 de diciembre, temporalmente dirigió una división en el Ejército de Tennessee. Posteriormente durante la campaña de las Carolinas de 1865, Pettus su enviado a defender Columbia, Carolina del Sur, y participó en la Battle of Bentonville desde el 19 al 21 de marzo. Pettus fue herido en este combate, alcanzado en su pierna derecha—quizá una herida causada por él mismo, de acuerdo con algunas fuentes—durante el primer día de la batalla. El 2 de mayo fue puesto en libertad condicional de Salisbury, Carolina del Norte, y, tras la rendición de la Confederación en Appomattox, Pettus fue amnistiado por el gobierno de los Estados Unidos el 20 de octubre.

## Carrera tras la guerra y legado
Tras la guerra, Pettus había retornado a Alabama y retomado su práctica del Derecho en Selma. Pettus sirvió como presidente de la delegación del estado en la Convención Nacional del Partido Demócrata durante más de dos décadas. En 1877, Pettus fue nombrado Gran Dragón del Ku Klux Klan de Alabama, durante el año final de la Reconstrucción. Con ganancias de su ejercicio del derecho, adquirió tierras de labranza.
En 1896, a la edad de 75 años, Pettus concurrió a las elecciones al Senado de los Estados Unidos por el Partido Demócrata y ganó, batiendo a su rival James L. Pugh. Su campaña se basó en sus éxitos organizando y popularizando el Klan de Alabama y en su virulenta oposición a las enmiendas constitucionales que siguieron a la guerra de Secesión y que elevaban a los antiguos esclavos a la categoría de ciudadanos libres. El 4 de marzo de 1897, fue elegido para el senado de los Estados Unidos, siendo reelegido en 1903.
Pettus murió en Hot Springs, Carolina del Norte, en el verano de 1907. Fue enterrado en el cementerio Live Oak localizado en Selma.
Pettus ha sido descrito por el historiador militar Ezra J. Warner como "un luchador valiente y tenaz que se distinguió en muchos campos en el teatro de operaciones 
occidental" y tras su promoción a oficial general "afrontó con vidente valentía cada empresa desesperada que la Confederación ofreció..." Igualmente, el historiador Jon L. Wakelyn resumió su carrera militar diciendo "...se presentó voluntario para el servicio en el ejército Confederado y se distinguió en el mando occidental."
Como Senador de los Estados Unidos, Pettus fue "el último de los brigadieres confederados que se sentaron en la cámara alta del Congreso Nacional."

## Descendencia
De acuerdo a la escritora negra, residente en la Universidad de Vanderbilt, Caroline Randall Williams, el general Edmund Pettus es su tatarabuelo.
En un artículo publicado en The New York Times, el 5 de julio del 2020,  la autora señala que Pettus, quien fue “El gran dragón del Ku Klus Klan” además de defensor a través del partido demócrata de las políticas del supremacismo blanco, fue padre de su bisabuelo negro. Pero nunca lo reconoció. 
El artículo, pone en debate el legado genético de las personas identificadas como negras con ascendientes blancos. 
Además, también pone en evidencia la violencia sexual a la que estaban sometidas mujeres negras en condición de esclavitud. 
Activistas por lo derechos de las personas negras en Estados Unidos, especialmente en el sur de ese país exigen que se deje de presentar la imagen de Edmund Pettus como un “heroico caballero” y abrir un debate sobre su verdadero legado.
El puente de Edmund Pettus en Selma se convirtió en un monumento del movimiento por los derechos civiles cuando, el 7 de marzo de 1965, 525 manifestantes por los derechos civiles en su marcha de Selma a Montgomery intentaron cruzar el puente, pero fueron repelidos y atacados por policías del estado de Alabama y por miembros del Ku Klux Klan. Desde entonces, este evento ha sido llamado el Domingo Sangriento.